# いばらく
いばらくは、立川志のぽん、柳亭市寿による茨城県を活動の拠点とする落語家ユニット。

## 経歴
2020年1月、扇兵衛の寄席に市寿がゲスト出演した際、帰りの電車内で「茨城に特化したユニットを組もう」と意気投合し結成に至る。
扇兵衛によると、師匠の林家木久扇からは「面白い。どんどんやってみたら」と背中を押されたという。
2021年には立川志のぽん（石岡市出身）が新メンバーとして加入した。

## メンバー
- 立川志のぽん - 茨城県石岡市出身。
- 柳亭市寿 - 茨城県取手市出身[1]。2014年、柳家三壽に入門。2020年7月、4代目柳亭市馬門下となり「柳亭市寿」に改名した[1]。

元メンバー
- 林家扇兵衛 - 東京都出身。2011年、林家木久扇に入門。大洗を舞台に描かれたアニメの聖地巡礼をきっかけに知り合いが増え、大洗の魅力に目覚める。2019年、「大洗でおおわらいする会」を設立し、代表を務めながら大洗への移住を目指していたが、2021年12月頃落語家を廃業。

## ゲスト出演者
落語家
- 三遊亭栄豊満
- 三遊亭好二郎
- 桂竹紋

色物
- 丸一小助・小時社中（太神楽）

ほか